# Saint-Marcel (Morbihan)

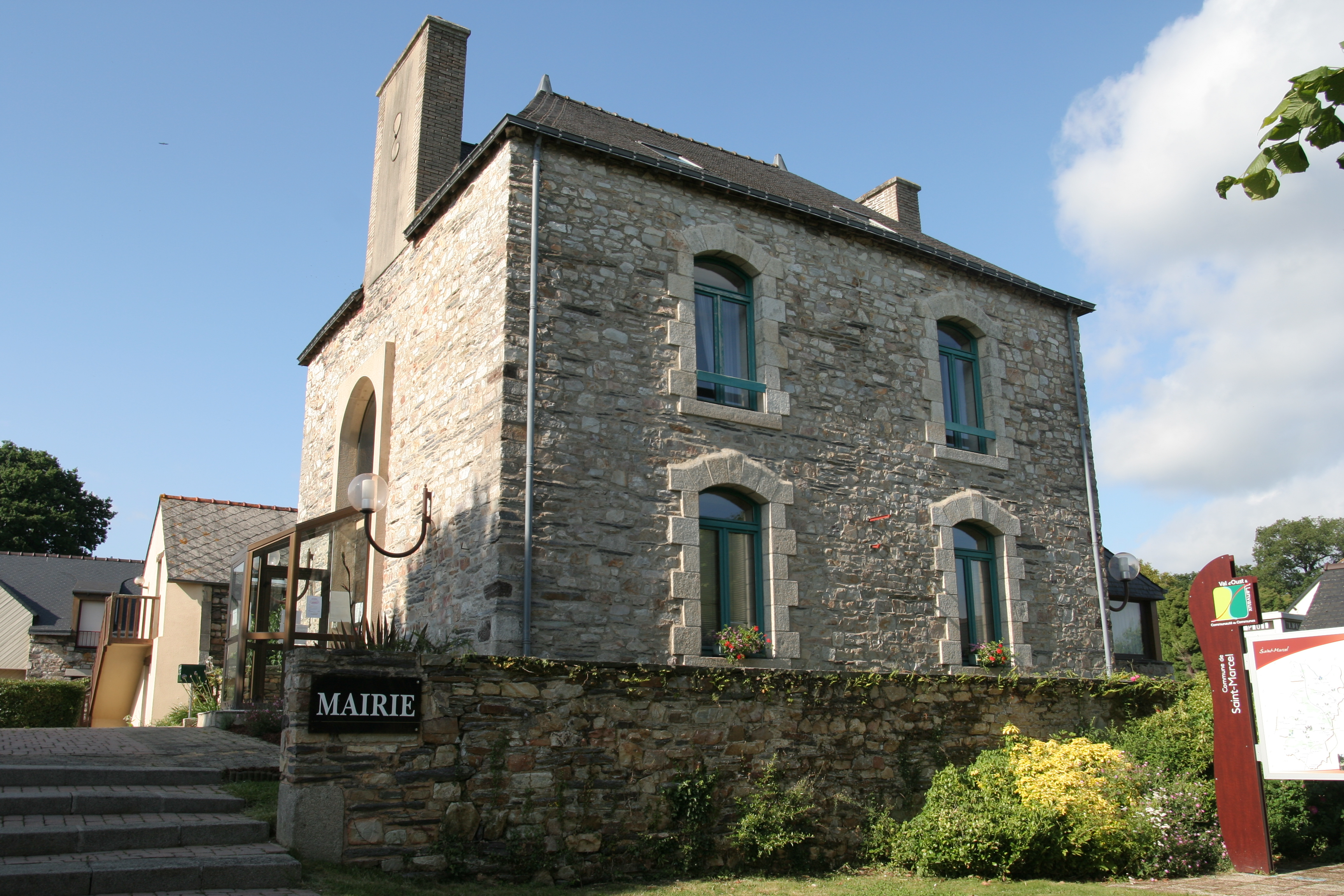

Saint-Marcel é uma comuna francesa na região administrativa da Bretanha, no departamento Morbihan. Estende-se por uma área de 12,81 km², com 854 habitantes, segundo os censos de 1999, com uma densidade 66 hab/km².